# Minton
Minton – osada w Anglii, w hrabstwie Shropshire. Leży 23 km na południe od miasta Shrewsbury i 217 km na północny zachód od Londynu.